# Тай, Кэтрин
Кэтрин Чи Тай (англ. Katherine Chi Tai; род. 1974) — американская юристка, главный торговый советник Комитета Палаты представителей по методам и средствам. Торговый представитель США c 2021 по 2025 год.
Президент Джо Байден выдвинул её кандидатуру на должность торгового представителя.

## Ранняя жизнь и образование
Тай родилась в Коннектикуте и выросла в Вашингтоне, округ Колумбия, где она училась в школе Sidwell Friends. Её родители, которые оба родились в материковом Китае, выросли на Тайване, а затем иммигрировали в Соединённые Штаты. Тай окончила Йельский университет со степенью бакалавра искусств в области истории и получила степень доктора права Гарвардской школы права. Она преподавала английский язык в Университете Сунь Ятсена в течение двух лет. После колледжа она работала в нескольких юридических фирмах, включая Baker McKenzie и Miller & Chevalier, а также клерком в окружных судах США в Вашингтоне, округ Колумбия, и Мэриленде.

## Карьера
С 2007 по 2014 год Тай работала в офисе генерального юрисконсульта торгового представителя, а с 2011 года занимала должность главного юрисконсульта по вопросам Китая. В офисе генерального юрисконсульта она работала над торговыми делами во Всемирной торговой организации. В 2014 году она стала торговым советником Комитета Палаты представителей по методам и средствам. В 2017 году она была назначена главным торговым советником.
Во время пребывания Тай в Комитете по методам и средствам она сыграла значительную роль в переговорах Палаты представителей с администрацией Трампа относительно Соглашения между США, Мексикой и Канадой (USMCA), выступая за более строгие положения о труде. Associated Press охарактеризовало её как «прагматика, решающего проблемы в торговой политике».

## Личная жизнь
Тай свободно говорит на севернокитайском языке.